# Martin Zierold

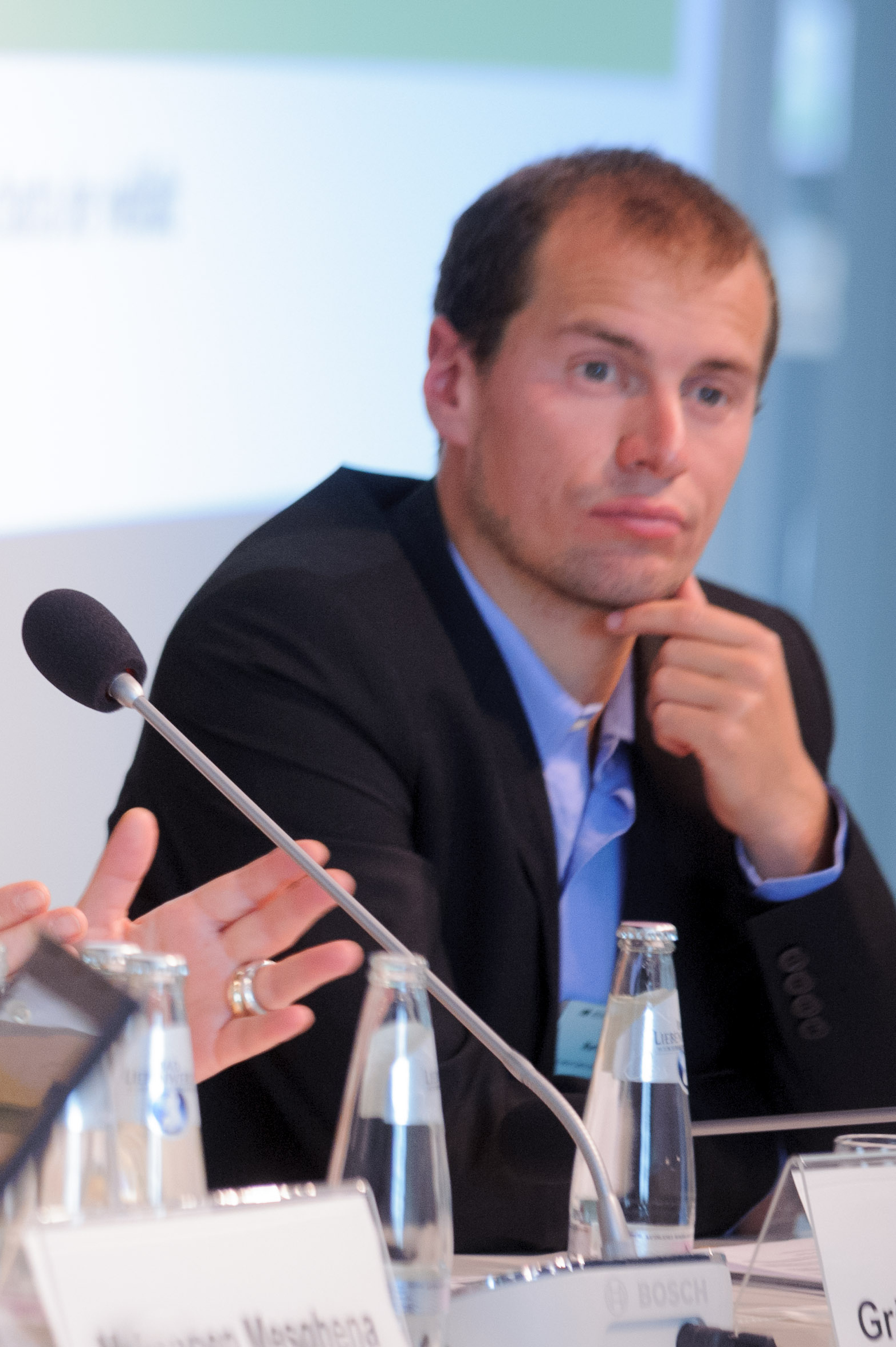
Martin Zierold auf der Fachtagung „Hochinklusiv! Zusammenhalt einer vielfältigen Gesellschaft“ der Heinrich-Böll-Stiftung (2012)

Martin Vahemäe-Zierold geborener Zierold (* 23. Mai 1985 in Bad Schlema) ist ein deutscher Gebärdensprachdozent und Politiker (Bündnis 90/Die Grünen). Von 2011 bis 2016 gehörte er der Bezirksverordnetenversammlung Berlin-Mitte an.

## Werdegang
Zierold ist seit seiner Geburt gehörlos, genauso wie bereits seine Eltern und seine Großeltern. Seine Muttersprache ist die Gebärdensprache, in der er von klein auf zu kommunizieren lernte. Ab dem Alter von drei Jahren musste Zierold nach Chemnitz auf ein Internat für Hörgeschädigte, nur an den Wochenenden ging es nach Hause. Im Internat zwang man ihn zum Lippenlesen, die Gebärdensprache war tabu. Seinen Realschulabschluss legte er an der Johann-Friedrich-Jencke-Schule in Trachenberge ab. 2002 und 2003 war er ein Jahr zum Schüleraustausch in Kanada und den USA, wo er die American Sign Language erlernte. An der IBAF-Gehörlosenfachschule in Rendsburg absolvierte Zierold eine Ausbildung zum sozialpädagogischen Assistenten. 2008 zog Zierold nach Berlin und wurde Mitglied der Grünen. Gemeinsam mit sechs weiteren Gehörlosen war er dort in der GJ aktiv.
Bei der Bezirksverordnetenwahl 2011 zog Zierold über Listenplatz 14 der Grünen in die Bezirksverordnetenversammlung für den Bezirk Mitte ein. In den drei Ausschüssen „Schule“, „Transparenz und Bürgerbeteiligung“ und „soziale Stadt, Verkehr, Grünfläche“, denen Zierold angehörte, sowie den BVV-Sitzungen übersetzten ihm zwei Gebärdensprachdolmetscher abwechselnd die Debatten. Ein Kommunikationsassistent notierte ihm zusätzlich Zwischenrufe sowie was in den Reihen seiner Fraktion gesprochen wurde. Mit Ambitionen auf einen Listenplatz für die Abgeordnetenhauswahl wechselte Zierold im Frühjahr 2016, rund ein halbes Jahr vor Ende der Legislaturperiode, aus dem Bezirk Mitte in den Bezirk Friedrichshain-Kreuzberg. Er erreichte dort aber nur Listenplatz 28 für die Bezirksverordnetenwahl, so dass er für die zwanzigköpfige Fraktion der Grünen im BVV in der laufenden Legislaturperiode nur als Nachrücker bereitsteht. Im „Ausschuss für Frauen, Gleichstellung, Inklusion und Queer“ wurde Zierold im März 2017 zum stellvertretenden Bürgerdeputierten gewählt.
Bei der Wahl des deutschen Bundespräsidenten 2012 war Zierold Mitglied der Bundesversammlung. Diese Bundesversammlung war die erste, die von Gebärdensprachdolmetschern simultan vor Ort übersetzt wurde. Auch der Gottesdienst am Morgen war in Gebärdensprache übersetzt worden.
Nach Tätigkeiten als Betreuer in einem Jugendklub für Hörende und Gehörlose sowie als staatlich anerkannter Gebärdensprachdozent und DGS-Honorarlehrkraft an der Alice Salomon Hochschule Berlin ist Zierold seit August 2022 Queer- und Antidiskrimierungs-Beauftragter im Bezirksamt Berlin-Mitte.

## Positionen
Zierold engagiert sich für Inklusion anstelle von Integration gehörloser Menschen. Dies bedeutet für ihn ein gleichberechtigtes Zusammenleben verschiedenster Individuen mit ihren Stärken und Besonderheiten ohne Zwang zum Anpassen an eine gedachte Mehrheit. Er plädiert für Partizipation Betroffener anstelle des Durchdrückens von Maßnahmen von oben nach unten.
Der Gebärdensprache fordert Zierold den gleichen Stellenwert wie einer Lautsprache für Hörende einzuräumen. Taube Menschen seien nicht dumm oder kaputt, sie müssten nicht, beispielsweise durch Hörimplantate, „repariert“ werden. Zierold setzt sich dafür ein, dass die Gebärdensprache als Wahlpflichtfach in Schulen angeboten wird. Darüber hinaus sollten Menschen, die Gebärdensprache sprechen, als sprachliche Minderheit in Deutschland anerkannt werden. Als seinen Traum nennt er, dass die deutsche Gebärdensprache – neben Deutsch – zweite Amtssprache wird. Zierold plädiert für barrierefreie Bildung: Er setzt sich für bilinguale Schulen ein, an denen sowohl in Laut- wie auch Gebärdensprache unterrichtet wird. Martin Zierold plädiert auch für die Verwendung des Begriffs „taub“ anstelle von „gehörlos“: „Gehörlos, das klingt, als würde uns etwas fehlen, das beinhaltet so ein defizitäres Menschenbild.“

## Privates
Ende Juni 2016 heirateten Martin Zierold und der neun Jahre jüngere estnische Gert Vahemäe in Berlin. Mitte Juli 2016 wurde die Eheschließung in Viimsi nach estnischem Recht als erste gleichgeschlechtliche Ehe Estlands eingetragen. Das Paar hatte sich im September 2014 in Pärnu kennengelernt.